# Jo Chen
Pour les articles homonymes, voir Chen.
Jo Chen (chinois : 咎井淳 ; pinyin : Jiù Jǐngchún), née à Taipei le 4 juillet 1976, est une dessinatrice et scénariste de comics, surtout connue pour ses couvertures peintes très détaillées. Elle est aussi connue sous le nom de plume de TogaQ, et sous le nom de Jun Togai (en japonais 咎井淳, « Togai Jun ») dans l'industrie de la bande dessinée japonaise.
Elle est la sœur cadette de l'artiste Christina Chen.

## Jeunesse
Chen est née à Taipei (Taiwan), et a émigré aux États-Unis fin 1994.

## Carrière
Travaillant professionnellement dans l'industrie asiatique de la bande dessinée depuis l'âge de 14 ans, elle a commencé sa carrière américaine avec les illustrations de la mini-série Racer X, faisant partie de la série Speed Racer publiée par Wildstorm/D.C. Comics en 2000.
Elle assoit ensuite sa réputation en produisant les illustrations intérieures et les couvertures pour plusieurs titres, incluant Darkminds: Macropolis, Battle of the Planets, Robotech, Fight For Tomorrow, Taskmaster, The Demon, Thor, et (Batman &) Robin. Elle est cependant devenue plus connue des lecteurs américains en tant qu'artiste de couverture des Fugitifs et de plusieurs comics Dark Horse tirés des séries télévisées de Joss Whedon : Buffy contre les vampires, Saison huit, Buffy contre les vampires, Saison neuf, un comic sur Angel, Serenity: Those Left Behind no 2, Serenity: Float Out et Serenity: Better Days.
Dans d'autres média, Chen a aussi produit des illustrations de packaging pour le jeu vidéo Fable et ses suites, et des couvertures pour PlayStation: The Official Magazine.
Sous le pseudonyme de TogaQ, elle et Kichiku Neko (alias Narcissus) ont créé la série de manga doujinshi yaoi In These Words, qui a été ensuite publiée par l'éditeur japonais Libre Publishing et sérialisée dans l'anthologie de bande dessinée  yaoi Be x Boy Gold.